# 越前市
越前市（日语：／ Echizen shi */?）為位於日本福井縣北部的城市，為福井縣人口第三多的市。
轄區東部為越前中央山脈，西部為丹生山地，日野川自轄區中間自南向北流過，形成鯖武盆地，全境也都位於日野川的流域內，主要市區位於盆地內的平原區域。

## 人口
| 越前市人口分布圖 |                                               |  |
| 越前市與日本全國年齡別人口分布比較圖 （2005年資料） | 越前市的年齡、男女別人口分布圖 （2005年資料） |  |
| ■紫色是越前市 ■綠色是全国 | ■藍色是男性 ■紅色是女性                       |  |
| 越前市人口變化 \| 1970年 \| 76,720人 \| \| \| 1975年 \| 79,808人 \| \| \| 1980年 \| 81,942人 \| \| \| 1985年 \| 83,953人 \| \| \| 1990年 \| 84,897人 \| \| \| 1995年 \| 85,533人 \| \| \| 2000年 \| 87,699人 \| \| \| 2005年 \| 87,742人 \| \| \| 2010年 \| 85,614人 \| \| \| 2015年 \| 81,524人 \| \| \| 2020年 \| 80,611人 \| \| |                                               |  |
| 資料來源：日本總務省統計中心提供之人口普查數據 |                                               |  |
| 1970年 | 76,720人                                      |  |
| 1975年 | 79,808人                                      |  |
| 1980年 | 81,942人                                      |  |
| 1985年 | 83,953人                                      |  |
| 1990年 | 84,897人                                      |  |
| 1995年 | 85,533人                                      |  |
| 2000年 | 87,699人                                      |  |
| 2005年 | 87,742人                                      |  |
| 2010年 | 85,614人                                      |  |
| 2015年 | 81,524人                                      |  |
| 2020年 | 80,611人                                      |  |

## 歷史
現在的越前市轄區過去在令制國時代屬於越前國，最初屬於丹生郡，但在東部位於日野川以東的區域在8至9世紀期間改隸屬新設立的今立郡，南部也在約12世紀後改隸屬新設立的南條郡。最初越前國國府位於現今的越前市的位置，因而被稱為越前府中，但在15世紀統治整個越前國的朝倉氏在更北部的區域建立一乘谷城後，越前國的政治中心便往北移至現今福井市的位置。
16世紀織田信長消滅朝倉氏後，將此地的龍門寺城交朝倉氏舊臣富田長繁，不過因為富田長繁與掌管一乘谷城的朝倉氏舊臣前波吉繼之間的紛爭，引起了越前一向一揆，在織田信長重新出兵平定越前國後，一度將此地交給被稱為府中三人眾的不破光治、佐佐成政和前田利家共同治理。
江戶時代後，本地大部分區域都是福井藩的領地，並交由家老本多氏經營位於此地的府中領，另有少部分區域屬於郡上藩、西尾藩、鯖江藩、大野藩、小濱藩、旗本領及幕府直屬領地，幕府也在本地設有本保陣屋負責管理整個越前國的幕府直屬領和旗本領；19世紀末明治維新後，原屬幕府及旗本的領地在1871年被劃入新設立的本保縣，在同年實施的廢藩置縣後，其餘原屬各藩的領地則改隸屬福井縣、郡上縣、西尾縣、鯖江縣、大野縣、小濱縣，不過在同年底進行的第一次府縣整併中，全數區域分別被整併至足羽縣和敦賀縣，1873年足羽縣被併入敦賀縣後，全境都成為敦賀縣轄區，但敦賀縣在1876年遭到廢除，本地被併入石川縣，直到1881年才改隸屬新設立的福井縣。
1889年日本實施町村制，現在的越前市轄區在當時分屬吉野村、大虫村、白山村、味真野村、北新村、國高村、北日野村、北中山村、南中山村、粟田部村、岡本村、服間村、武生町、茶臼山村、王子保村、坂口村共16個行政區劃；經歷1950年代的昭和大合併後，這16個行政區劃被整併為位於東部的今立町和位於西部的武生市。
2000年日本政府開始推動平成大合併，武生市和今立町合併為越前市。

### 變遷表
| 1889年4月1日 | 1889年 - 1912年           | 1912年 - 1944年              | 1945年 - 1954年              | 1955年 - 1989年              | 1955年 - 1989年            | 1989年 - 現在              | 現在                       |
| ------------ | ------------------------- | ---------------------------- | ---------------------------- | ---------------------------- | -------------------------- | -------------------------- | -------------------------- |
| 北中山村     | 北中山村                  | 北中山村                     | 北中山村                     | 1955年6月10日 併入鯖江市     | 1955年6月10日 併入鯖江市   | 1955年6月10日 併入鯖江市   | 1955年6月10日 併入鯖江市   |
| 北中山村     | 北中山村                  | 北中山村                     | 北中山村                     | 1955年6月10日 併入粟田部町   | 1956年9月29日 改名為今立町 | 2005年10月1日 合併為越前市 | 2005年10月1日 合併為越前市 |
| 岡本村       | 岡本村                    | 岡本村                       | 岡本村                       | 岡本村                       | 1956年9月30日 併入今立町   | 2005年10月1日 合併為越前市 | 2005年10月1日 合併為越前市 |
| 南中山村     | 南中山村                  | 南中山村                     | 南中山村                     | 1955年3月31日 合併為粟田部町 | 1956年9月29日 改名為今立町 | 2005年10月1日 合併為越前市 | 2005年10月1日 合併為越前市 |
| 服間村       |                           |                              |                              | 1955年3月31日 合併為粟田部町 | 1956年9月29日 改名為今立町 | 2005年10月1日 合併為越前市 | 2005年10月1日 合併為越前市 |
| 粟田部村     | 粟田部村                  | 1926年10月1日 改制為粟田部町 | 1926年10月1日 改制為粟田部町 | 1955年3月31日 合併為粟田部町 | 1956年9月29日 改名為今立町 | 2005年10月1日 合併為越前市 | 2005年10月1日 合併為越前市 |
| 北新村       | 北新村                    | 北新村                       | 1954年7月5日 併入粟田部町    | 1955年3月31日 合併為粟田部町 | 1956年9月29日 改名為今立町 | 2005年10月1日 合併為越前市 | 2005年10月1日 合併為越前市 |
| 北新村       | 北新村                    | 北新村                       | 1954年7月5日 併入武生市      | 武生市                       | 武生市                     | 2005年10月1日 合併為越前市 | 2005年10月1日 合併為越前市 |
| 北日野村     |                           |                              | 1954年7月5日 併入武生市      | 武生市                       | 武生市                     | 2005年10月1日 合併為越前市 | 2005年10月1日 合併為越前市 |
| 王子保村     |                           |                              | 1954年7月5日 併入武生市      | 武生市                       | 武生市                     | 2005年10月1日 合併為越前市 | 2005年10月1日 合併為越前市 |
| 國高村       | 國高村                    | 國高村                       | 1950年7月7日 併入武生市      | 武生市                       | 武生市                     | 2005年10月1日 合併為越前市 | 2005年10月1日 合併為越前市 |
| 吉野村       | 吉野村                    | 吉野村                       | 1950年1月1日 併入武生市      | 武生市                       | 武生市                     | 2005年10月1日 合併為越前市 | 2005年10月1日 合併為越前市 |
| 武生町       | 武生町                    | 武生町                       | 1948年4月1日 合併為武生市    | 武生市                       | 武生市                     | 2005年10月1日 合併為越前市 | 2005年10月1日 合併為越前市 |
| 茶臼山村     | 1890年5月7日 改名為神山村 | 1890年5月7日 改名為神山村    | 1948年4月1日 合併為武生市    | 武生市                       | 武生市                     | 2005年10月1日 合併為越前市 | 2005年10月1日 合併為越前市 |
| 大虫村       | 大虫村                    | 大虫村                       | 1950年11月30日 併入武生市    | 武生市                       | 武生市                     | 2005年10月1日 合併為越前市 | 2005年10月1日 合併為越前市 |
| 坂口村       | 坂口村                    | 坂口村                       | 1951年3月30日 併入武生市     | 武生市                       | 武生市                     | 2005年10月1日 合併為越前市 | 2005年10月1日 合併為越前市 |
| 味真野村     | 味真野村                  | 味真野村                     | 味真野村                     | 味真野村                     | 1956年9月30日 併入武生市   | 2005年10月1日 合併為越前市 | 2005年10月1日 合併為越前市 |
| 白山村       | 白山村                    | 白山村                       | 白山村                       | 白山村                       | 1959年8月1日 併入武生市    | 2005年10月1日 合併為越前市 | 2005年10月1日 合併為越前市 |

## 行政

### 歷任首長
| 屆         | 姓名     | 上任日期      | 卸任日期      | 備註         |
| ---------- | -------- | ------------- | ------------- | ------------ |
| 1          | 奈良俊幸 | 2005年11月6日 | 2009年11月5日 | 原武生市市長 |
| 2          | 奈良俊幸 | 2009年11月6日 | 2013年11月5日 |              |
| 3          | 奈良俊幸 | 2013年11月6日 | 2017年11月5日 |              |
| 4          | 奈良俊幸 | 2017年11月6日 | 2021年11月5日 |              |
| 5          | 山田賢一 | 2021年11月6日 | 現任          |              |
| 參考資料： |          |               |               |              |

## 交通

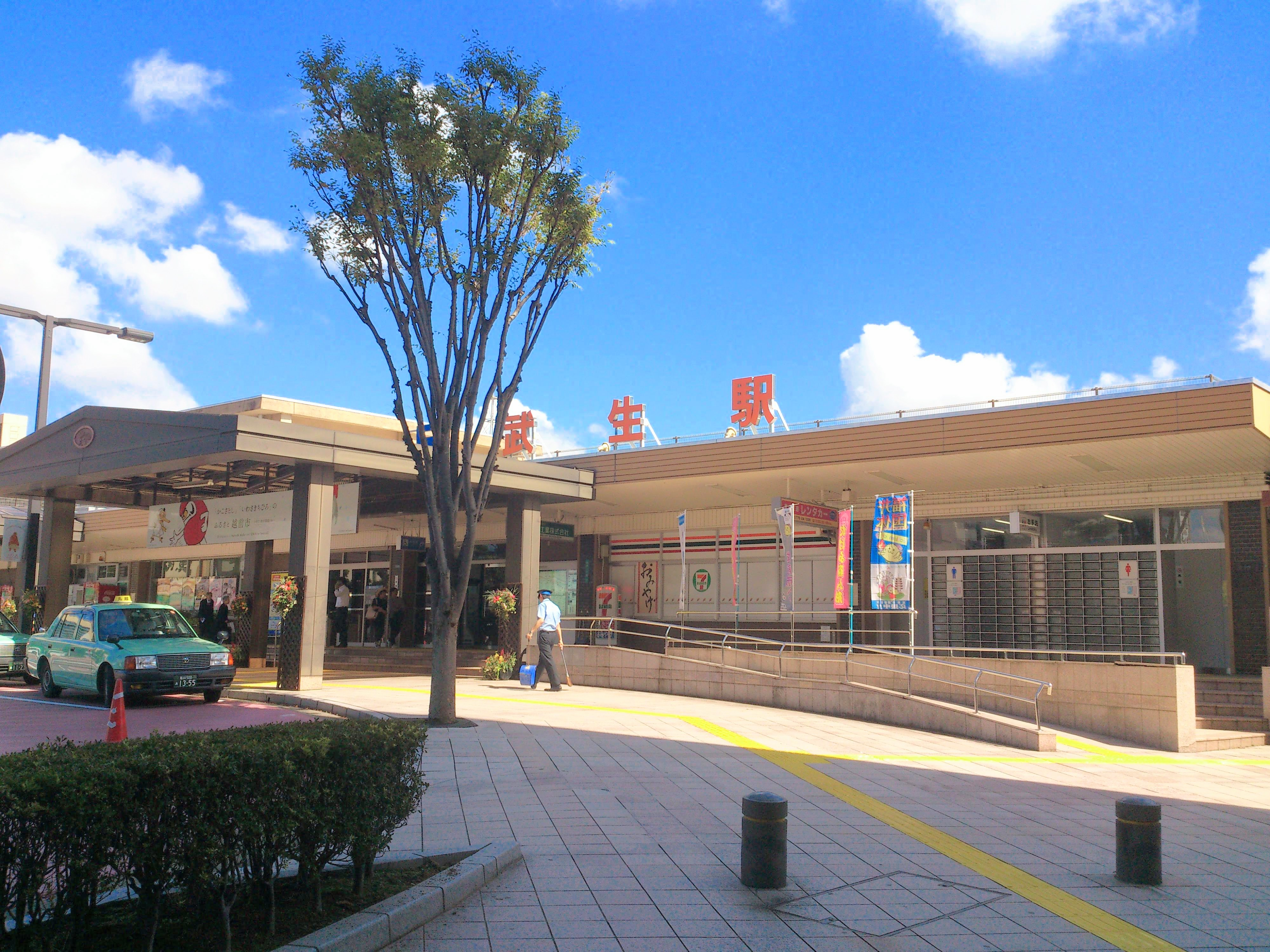
武生車站

由原JR西日本的北陸本線接收的第三部門鐵道路線Hapi-line Fukui線沿著日野川以南北向貫穿轄區中央，此外福井鐵道在武生站北側設有武生新站，並有福武線往北，與Hapi-line Fukui線一樣通往福井市；高速公路北陸自動車道則是以南北向從主要市區東側通過，同時在轄內還有國道8號、國道365號、國道417號組成的路網遍布轄內各地區。
自東京開出的北陸新幹線在本市則設有越前武生站。

### 鐵路
- 西日本旅客鐵道
  - 北陸新幹線：（←鯖江市） - 越前武生站 - （南越前町→）
- Hapi-line Fukui
  - Hapi-line Fukui線：（←南越前町） - 王子保站 - 武生站 - （鯖江市→）
- 福井鐵道
  - 福武線：武生新站 - 北府站 - 體育公園車站 - 家久站 - （鯖江市→）

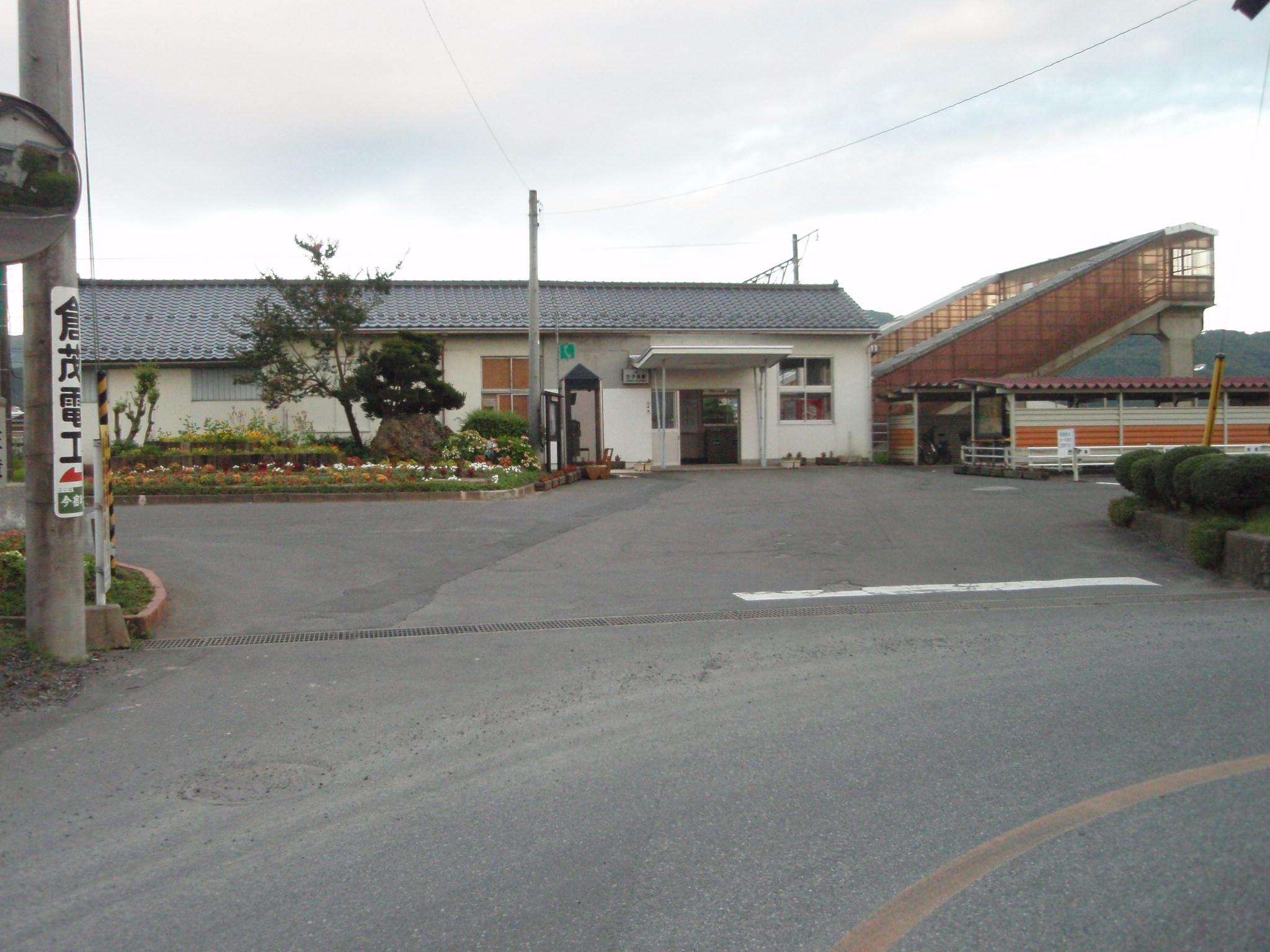
王子保車站
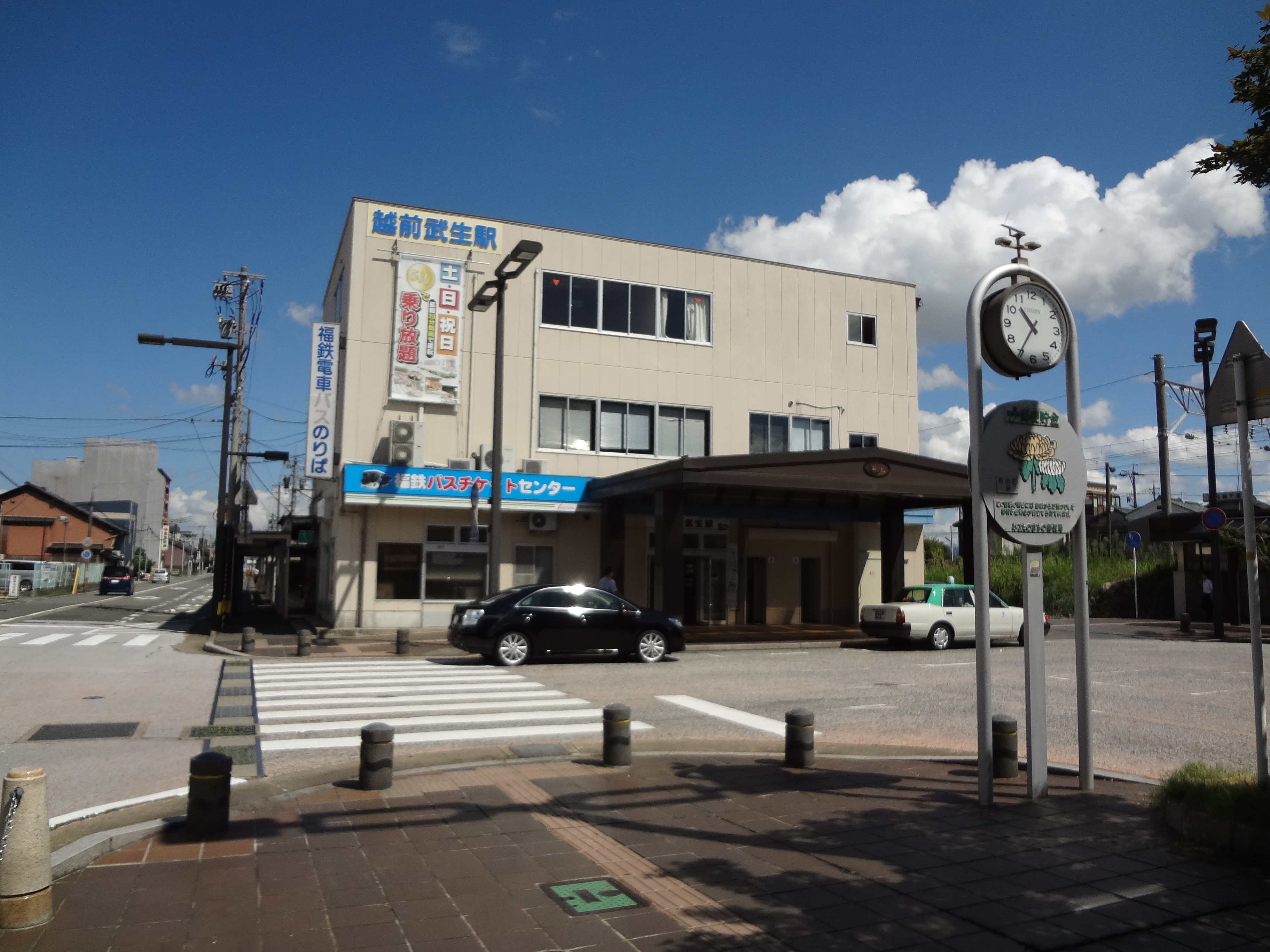
越前武生車站
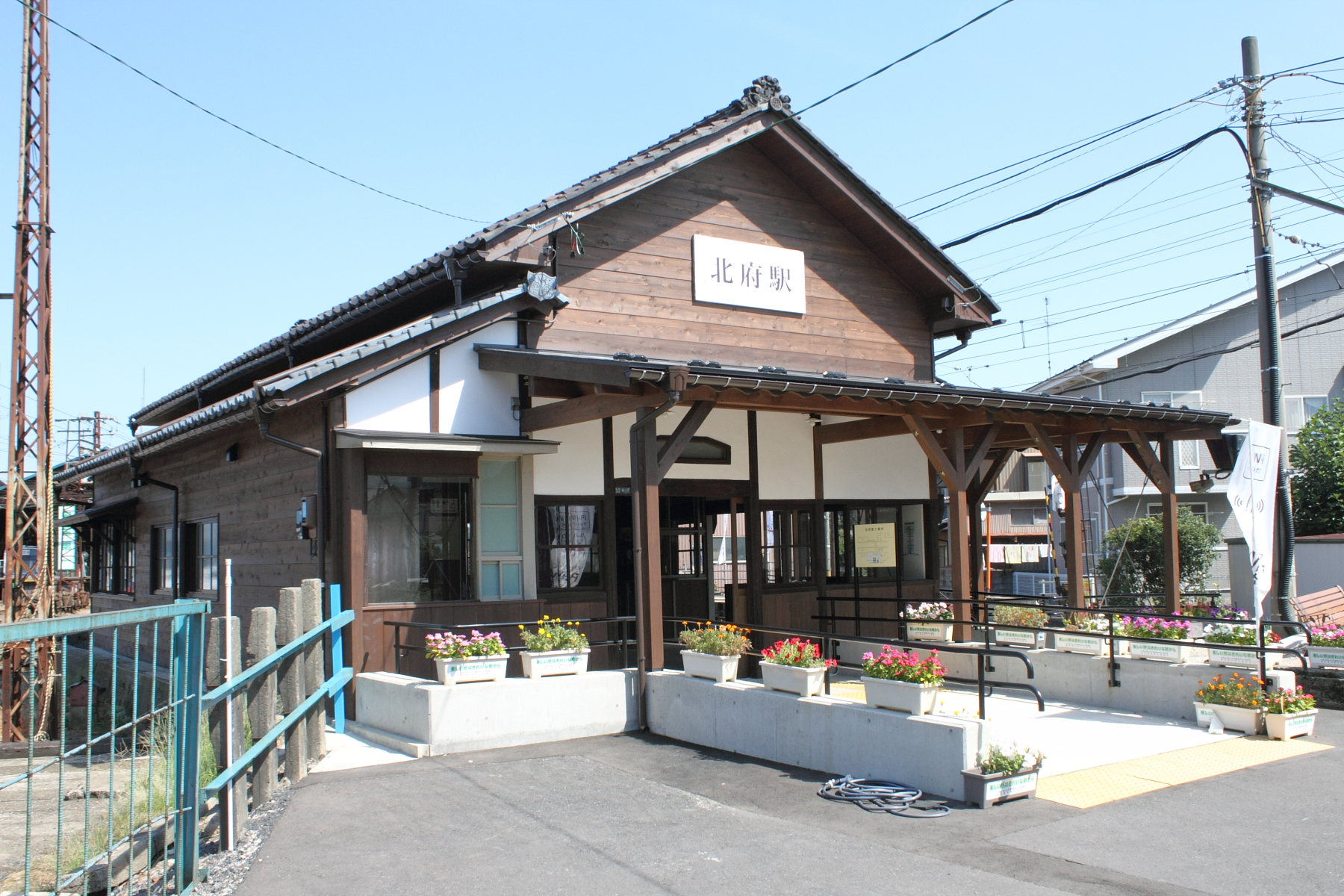
北府車站
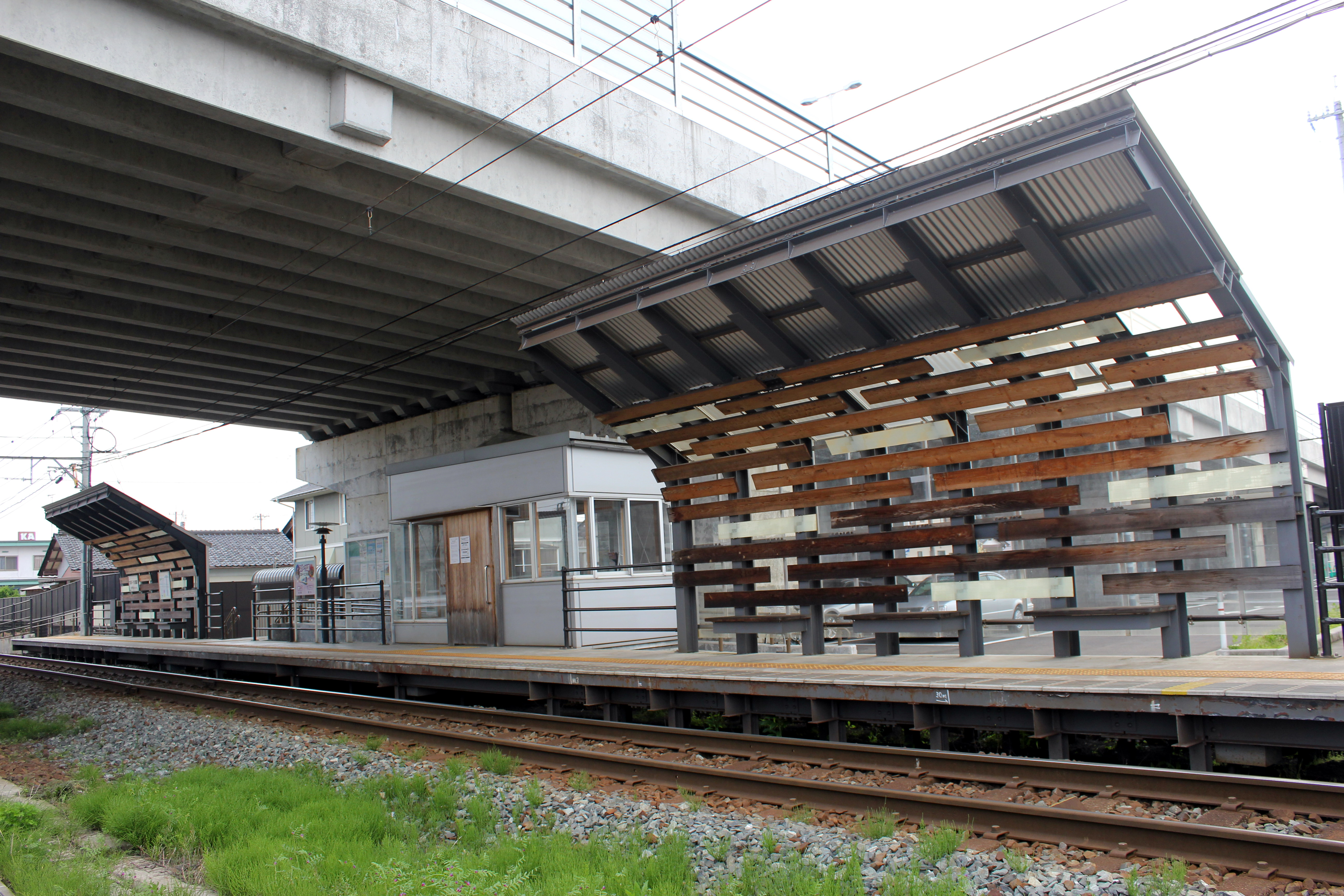
運動公園車站
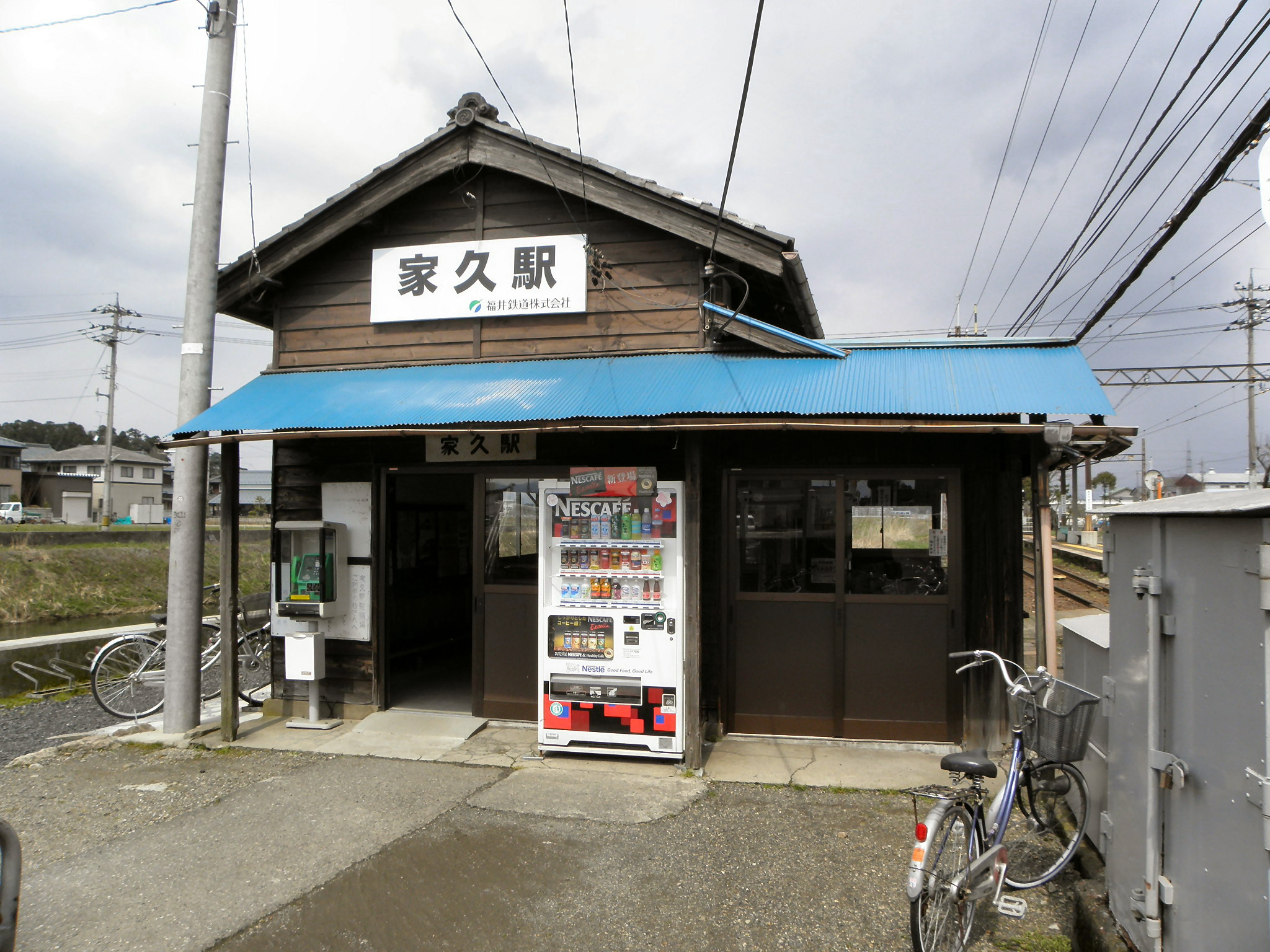
家久車站

### 公路
高速公路　
- 北陸自動車道：（南越前町） - 武生交流道（日语：武生インターチェンジ） - （鯖江市）

## 觀光資源
在舊今立町地區在1,500年前就開始生產越前和紙，日本政府在19世紀末開始發行紙幣時，就是使用越前和紙；現在在今立町有「越前和紙之里」，集中了許多越前和紙的相關設施。
日本著名的古典文學作品《源氏物語》的作者紫式部的父親藤原為時曾在996年奉派至越前府中擔任越前國國司，因此紫式部曾經跟隨其父親至本地生活了約兩年，因此現在在本地設有紫式部公園，在公園內規劃了10世紀時貴族宅邸的庭院，以及長達200多米紫藤棚，每年也會在園內舉辦重現平安時代貴族生活的活動。

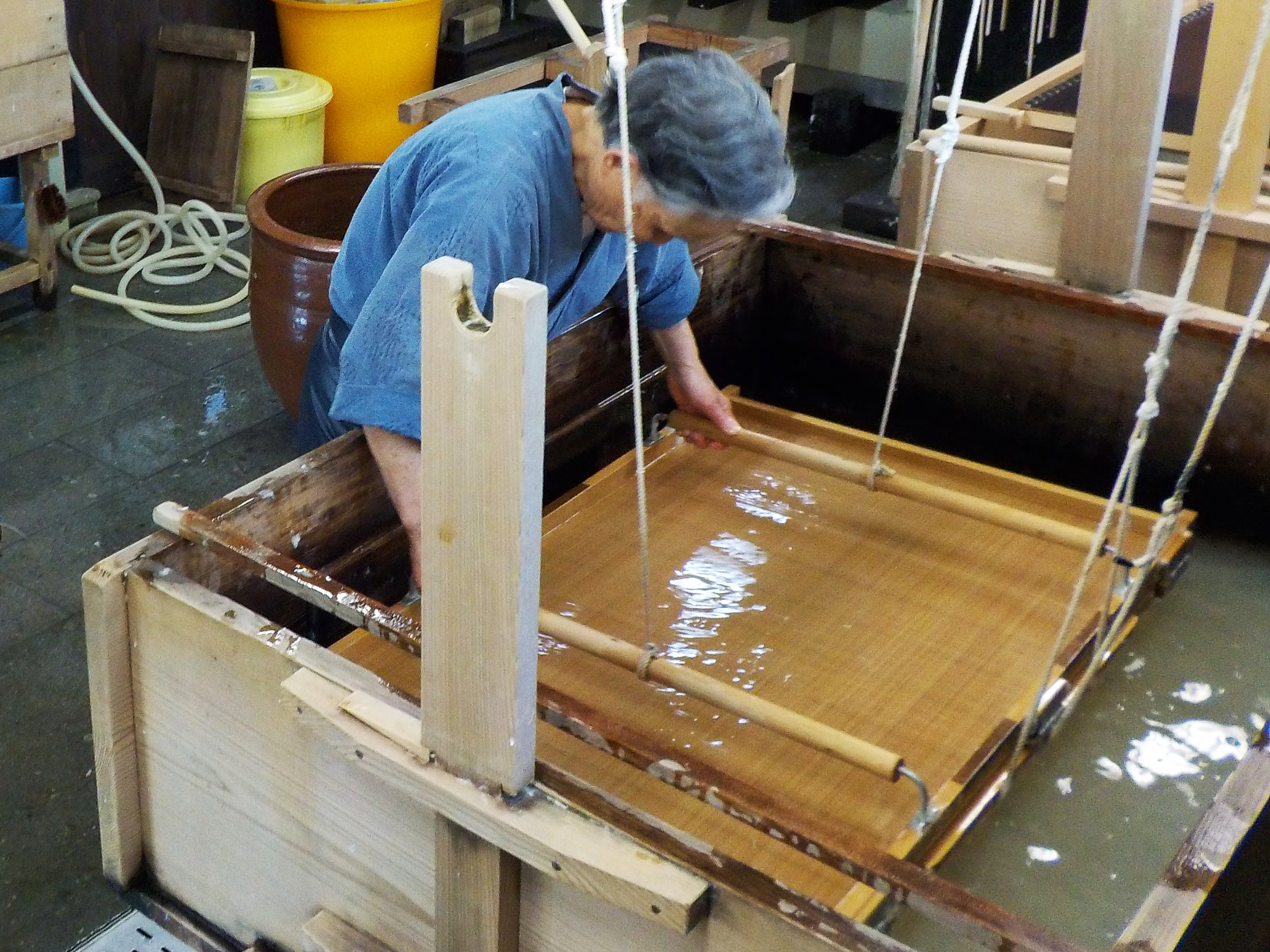
「卯立工藝館」內示範和紙生產的過程
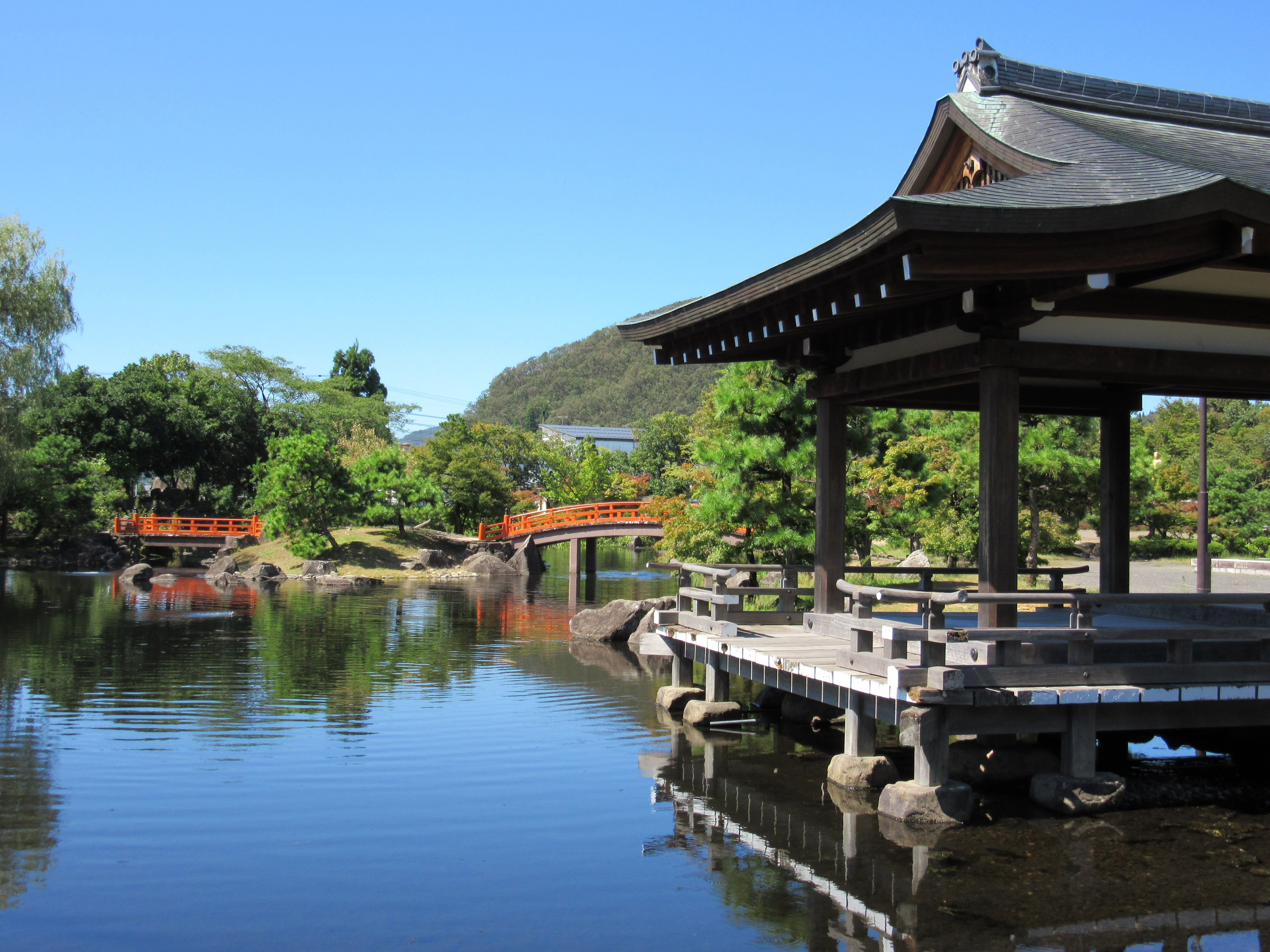
紫式部庭園

## 教育

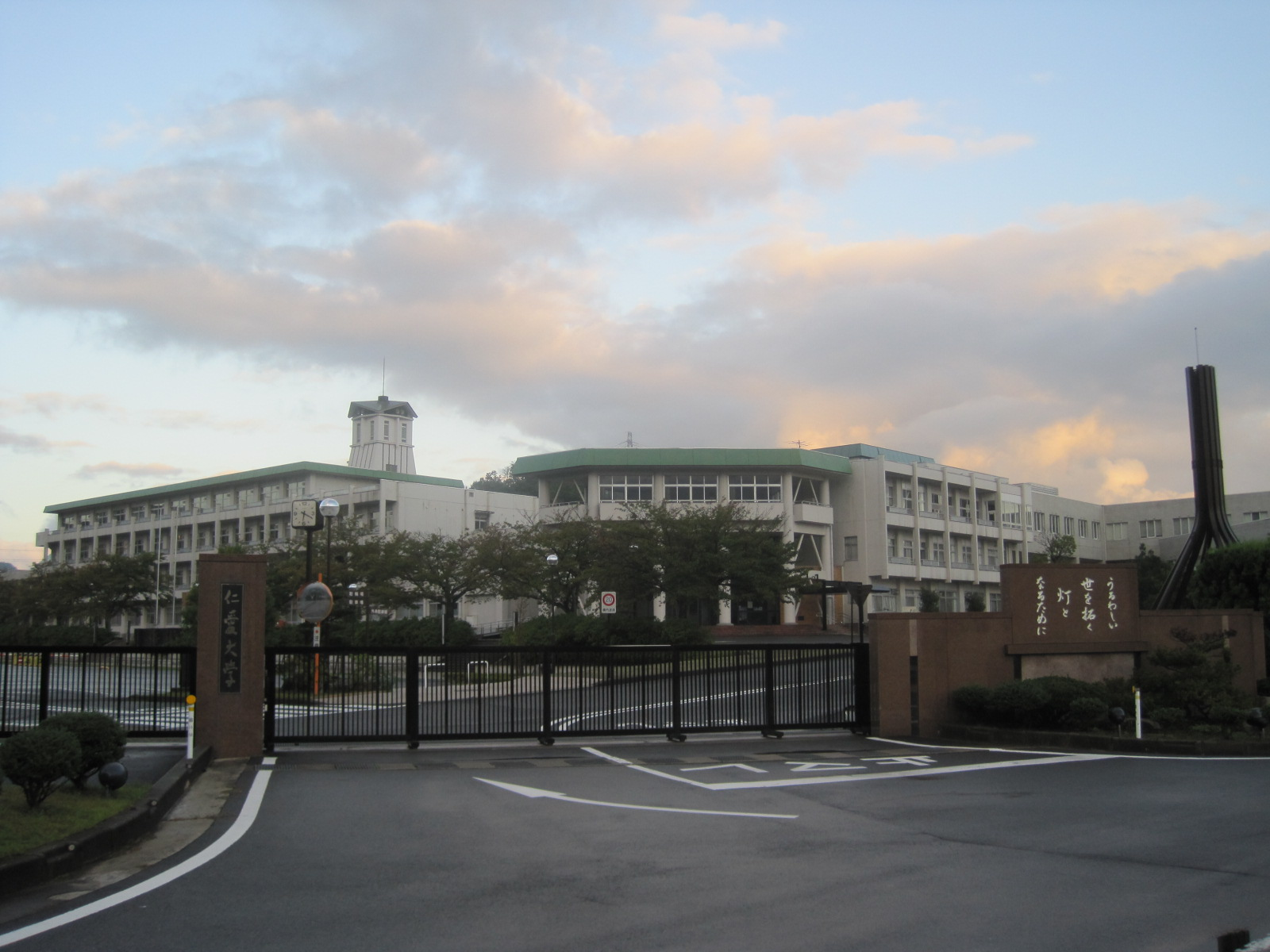
仁愛大學校門

以鯖江市誠照寺為本山的真宗誠照寺派所設立的學校法人仁愛學園，在2001年在市內設立了仁愛大學，也是越前市內唯一的高等教育學校，目前開設有哲學人類學及人間生活學部的課程。

## 姊妹、友好城市

### 日本
- 高山市（岐阜縣）
舊武生市於1982年與高山市締結為友好都市。
- 本巢市（岐阜縣）
舊今立町於1994年與舊根尾村（日语：根尾村）締結為友好都市，根尾村後來於2004年合併為本巢市。

## 備註
1. ↑  於1871年第一次設立的福井縣，與現在的福井縣沒有直接關係。
2. ↑  於1881年第二次設立的福井縣，與1871年設立的福井縣沒有直接關係。

## 外部連結
- （日語） 好棒！越前的Facebook專頁
- （日語） 越前市觀光站 （页面存档备份，存于）
- （日語） 越前市觀光協會的Facebook專頁